# Das Haus Nire
Das Haus Nire (japanisch 楡家の人びと, Nire-ke no hitobito) ist ein japanischer Roman von Morio Kita aus dem Jahr 1964. Zunächst erschien das Werk als Fortsetzungsroman in der Zeitschrift Shinchō von Januar 1962 bis Mitte 1963.

## Inhalt
In dem Roman geht es um das Nire-Krankenhaus, eine Nervenheilanstalt. Das Krankenhaus wurde von Nire Kiichirō geschaffen, dem Oberhaupt einer Familie, die über drei Generationen porträtiert wird. Das Werk überspannt die Meiji-, Taishō- und Shōwa-Zeit und endet mit der Vernichtung des Krankenhauses im Pazifikkrieg.
Der Roman ist mit einem anspruchsvollen Humor verfasst, es wird eine Reihe von Figuren, auch ungewöhnlichen, gezeichnet, unter denen Kiichirō das beste Beispiel ist. Er wurde als Kanezawa Jinsaku geboren und war Sohn eines armen Bauern. Er verließ das heimatliche Dorf, studierte Medizin und nahm den ungewöhnlichen Familiennamen „Nire“ –  „Ulme“ – an. Er baute das Krankenhaus zu einer angesehenen und blühenden Einrichtung aus, trotz seiner unorthodoxen Methode der Anamnese: er sah den Patienten ins Ohr, um so einen Blick in ihr Gehirn zu werfen.
In die Charakterisierung von Tetsukichi, dem Sohn und Chef in der 2. Generation, und von Shūji, dem Enkel, gehen Wesenszüge von Morios Vater, dem Psychiater und Schriftsteller Saitō Mokichi, und von Morio selbst ein.

## Nachbemerkung
Morio Kita hatte bereits seit seiner Studentenzeit an dem Roman gearbeitet, der zunächst „Das Haus Kamio“ (神尾家の人びと) heißen sollte. – Der Roman erschien dann unter dem Titel „Das Haus Nire“ und wurde zu einem großen Erfolg. Da von literarisch Versierten bemerkt wurde, dass der Roman sich an Struktur und Ideen der Buddenbrooks anlehnt, wurde das Werk von Thomas Mann 1969 mit einem ähnlichen Titel „Buddenbrooks-ke no hitobito“ – wieder einmal – ins Japanische übersetzt.

## Deutsche Ausgabe
- Morio Kita: Das Haus Nire – Verfall einer Familie. be.bra verlag, Berlin 2009. ISBN 978-3-86124-909-2.